# Late Show with David Letterman
Late Show with David Letterman (tạm dịch: Chương trình khuya với David Letterman) là một chương trình đàm thoại đêm khuya của Hoa Kỳ được chủ trì bởi David Letterman trên sóng CBS, đồng thời là sản phẩm đầu tiên trích từ loạt chương trình CBS Late Show. Chương trình lần đầu được lên sóng vào ngày 30 tháng 8 năm 1993, và được sản xuất bởi Worldwide Pants Incorporated và CBS Television Studios. Paul Shaffer đảm nhận vai trò nhà đạo diễn âm nhạc và cũng là trưởng ban nhạc CBS Orchestra, trong khi Matt Roberts và Alan Kalter lần lượt là nhà biên kịch chính và xướng ngôn viên của chương trình. Trước đây Letterman đã từng chủ trì chương trình Late Night with David Letterman trên kênh NBC từ năm 1982 đến 1993.
Trong số những chương trình đêm muộn của Hoa Kỳ, Late Show xếp thứ hai trong tổng lượng người xem tích lũy theo thời gian, và xếp thứ ba trong tổng số lượng tập chương trình. Ở hầu hết các thị trường Mỹ, chương trình phát sóng gần như hàng đêm vào 11:35 tối đến 12:37 sáng theo múi giờ miền Đông và Thái Bình Dương, nhưng chương trình đã được ghi hình vào lúc 16:30 giờ. Vào năm 2002, Late Show with David Letterman xếp thứ 7 trong cẩm nang 50 Greatest TV Shows of All Time của TV Guide. Hãng CBS tiếp tục thảo hợp đồng cùng Worldwide Pants nhằm tiếp tục sản xuất chương trình trong năm 2015. Với cương vị chủ trì Late Night và Late Show trong suốt hơn 30 năm, Letterman đã vượt mặt Johnny Carson, trở thành nhà chủ trì chương trình đàm thoại đêm khuya lâu nhất trong năm 2013.
Vào ngày 3 tháng 4 năm 2014, Letterman thông báo việc nghỉ hưu và tập cuối của chương trình này phát sóng vào ngày 20 tháng 5 năm 2015. Sau khi kết thúc, Stephen Colbert là người thay thế khung giờ phát sóng với The Late Show with Stephen Colbert, từ ngày 8 tháng 9 năm 2015.

## Lịch sử hình thành
Hãng CBS trước đây từng thực hiện nhiều chương trình theo mảng đàm thoại đêm khuya như The Merv Griffin Show (1969–1972) và The Pat Sajak Show (1989–1990), nhưng cả hai vẫn không thể đọ lại với chương trình Tonight Show Starring Johnny Carson của đài NBC, khiến chúng đều bị hủy phát sóng do lượng tỉ suất khán giả thấp. Trong suốt 20 năm trước khi Late Show ra đời, khung giờ đêm khuya của CBS được dành để chiếu phim, các chương trình phát lại và một bộ chương trình đặc biệt dưới cái tên CBS Late Night với tỉ suất người xem trung bình. Sau khi David Letterman gặp xung đột với hãng NBC, CBS đã mời ông về bằng một bản hợp đồng kéo dài trong 3 năm, với mức 14 triệu đô-la Mỹ một năm, gấp đôi số lương mà ông nhận được tại Late Night. Cũng theo sự thỏa thuận của họ, chương trình được diễn ra 1 tháng tại Hollywood ít nhất một lần mỗi năm.
Sau khi CBS chi trả 4 triệu đô-la Mỹ cho Ed Sullivan Theater, hãng khẳng định phải sử dụng "nhiều triệu đô-la nữa" nhằm cải tiến lại chương trình, do kỹ sư James Polshek đảm nhận. Sau cùng, toàn bộ chi phí mà CBS phải bỏ ra cho Late Show đã lên đến 140 triệu đô-la Mỹ.
Sau khi Letterman được giới thiệu trong tập đầu của Late Show, Tom Brokaw của NBC Nightly News có xuất hiện làm bạn dẫn cùng ông trong chương trình. Về lượng tỉ suất khán giả, Late Show của Letterman thắng thế so với Tonight Show của Jay Leno trong 2 năm đầu. Sau đó, Leno vuơn lên ngôi đầu nhờ lần phỏng vấn cùng Hugh Grant, sau vụ việc bê bối của anh cùng một cô gái bán dâm tại Los Angeles. Bill Wendell rời khỏi cương vị xướng ngôn viên vào năm 1995, và được Alan Kalter thế chân.
Vào ngày 3 tháng 4 năm 2012, hãng CBS tiếp tục thỏa thuận cùng Worldwide Pants và CBS Television Studios nhằm tiếp tục sản xuất chương trình trong năm 2014 và năm 2015. Giúp Letterman đã vượt mặt Johnny Carson, trở thành nhà chủ trì chương trình đàm thoại đêm khuya lâu nhất tại thời điểm năm 2013.
Vào ngày 3 tháng 4 năm 2014, Letterman thông báo việc nghỉ hưu vào năm 2015, khi hợp đồng của ông kết thúc vào khoảng tháng 8 cùng năm. Vào ngày 10 tháng 4 năm 2014, hãng CBS thông báo việc Letterman sẽ được kế nhiệm bằng Stephen Colbert trong năm 2015.

### Nhân viên
Xướng ngôn viên Bill Wendell nghỉ hưu và rời chương trình vào ngày 18 tháng 8 năm 1995. Vào năm 1997, Justin Stangel và Eric Stangel được thuê làm biên kịch cho chương trình; tính đến tháng 3 năm 2000, anh em nhà Stangel trở thành biên kịch chính cho chương trình, thay thế Rodney Rothman.
Matt Roberts, một biên kịch và nhà sản xuất lâu năm cho chương trình, trở thành biên kịch chính vào tháng 1 năm 2013, thay cho anh em nhà Stangel. Sheila Rogers, nhà sản xuất chịu trách nhiệm khách mời của chương trình, đã làm việc với Letterman kể từ khi Late Show bắt đầu.

## Khách mời chủ trì
Vào năm 2000, sau khi Letterman giải phẫu tim, chương trình Late Show Backstage được phát sóng, gồm nhiều người nổi tiếng gợi nhớ lại kỷ niệm cùng chương trình như Charles Grodin (7 tháng 2), Regis Philbin (8 & 10 tháng 2), Paul Shaffer (9 & 11 tháng 2), Drew Barrymore (14 tháng 2), David Brenner (15 tháng 2), Tom Snyder (16 & 17 tháng 2) và Tom Arnold (18 tháng 2.)
Letter trở lại vào ngày 18 tháng 2, trong một chương trình phát sóng 3 ngày sau đó. Để giúp đỡ, nhiều khách mời khác cũng xuất hiện, như Bill Cosby (22 tháng 2), Kathie Lee Gifford (23 tháng 2), David Brenner (29 tháng 2), Nathan Lane (2 tháng 3), Janeane Garofalo (7 tháng 3).
Vào tháng 2 và tháng 3 năm 2003, Letterman bỏ lỡ 14 chương trình vì bệnh Zona. Một vài khách mời tham gia thế chỗ ông tạm thời bao gồm Bruce Willis (26 tháng 2), John McEnroe (27 tháng 2), Regis Philbin (28 tháng 2), Whoopi Goldberg (10 tháng 3), Vince Vaughn (11 tháng 3), Elvis Costello (12 tháng 3), Will Ferrell (13 tháng 3), Megan Mullally (14 tháng 3), Brad Garrett (17 tháng 3), Tom Dreesen (18 tháng 3), Bonnie Hunt (19 tháng 3), Paul Shaffer (24 tháng 3), Bill Cosby (25 tháng 3) và Luke Wilson (26 tháng 3).
Vào tháng 6 năm 2003, Letterman tổ chức khách mời chủ trì trong nhiều đêm thứ Sáu, bao gồm Tom Arnold (6 tháng 6), Tom Green (13 tháng 6), Kelsey Grammer (20 tháng 6), Jimmy Fallon (27 tháng 6).

## Các tập nổi bật
Một vài tập nổi bật của chương trình:
- Tập mở đầu vào ngày 30 tháng 8 năm 1993, thu hút hơn 23 triệu người xem;
- Tập vào tháng 3 năm 1994 có sự xuất hiện của Madonna;
- Tập vào ngày 12 tháng 4 năm 1995 với sự xuất hiện của Drew Barrymore, khi cô "nhảy lên bàn và vén áo lên" như là một "món quà sinh nhật mà ông không bao giờ quên được";[32]
- Tập vào ngày 31 tháng 12 năm 1999, khi Letterman trở lại sau cuộc giải phẫu tim.[33]

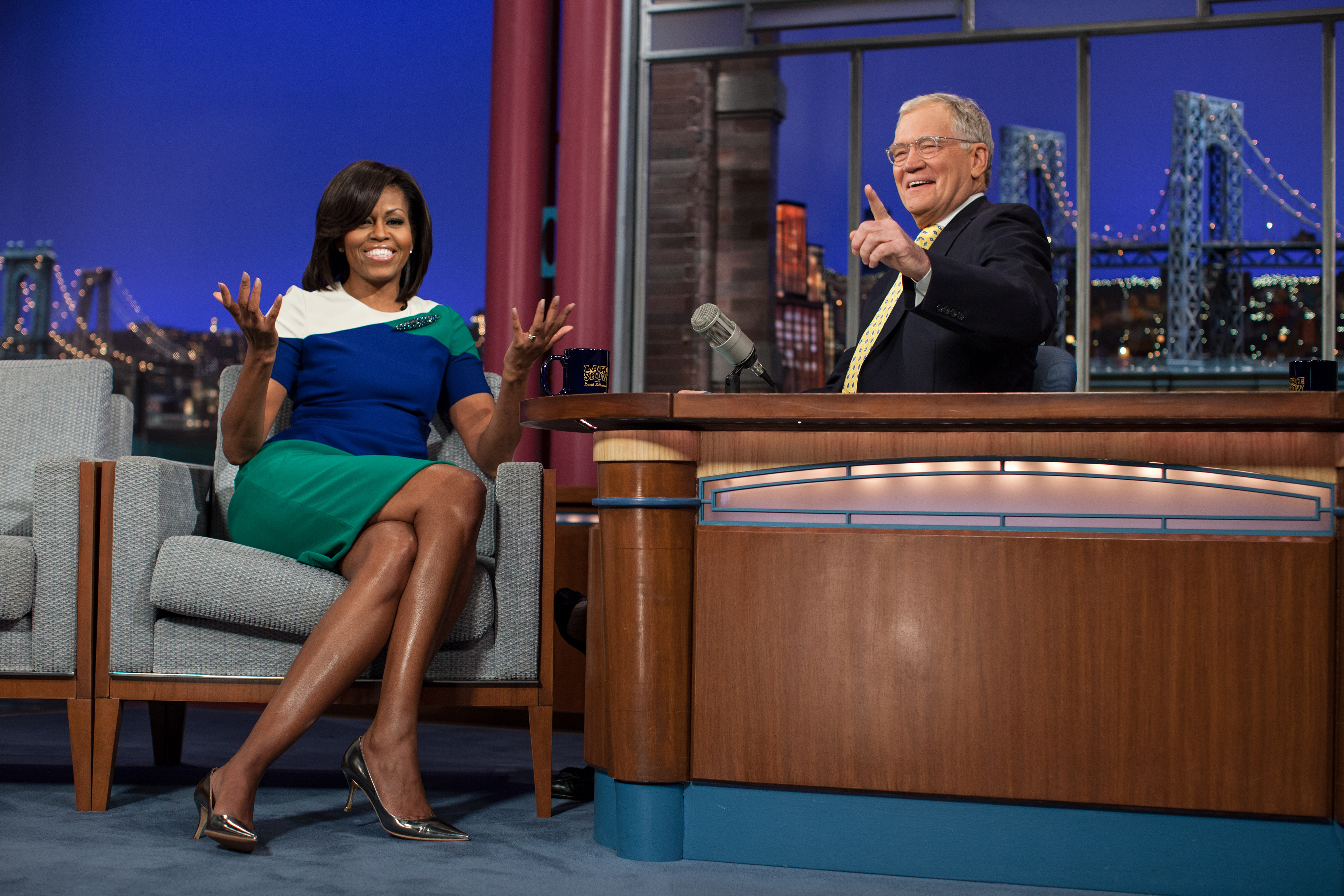
Letterman phỏng vấn Michelle Obama vào năm 2012

- Tập ngày 17 tháng 9 năm 2001, khi chương trình diễn ra ngay sau Sự kiện 11 tháng 9 với sự xuất hiện của Dan Rather, Regis Philbin, The Boys' Choir of Harlem, và Odetta. Tập này đã được "New York Daily News tán dương là "một trong những khoảnh khắc thuần khiết, chân thật và quan trọng nhất trong lịch sử truyền hình'."
- Tập ngày 2 tháng 1 năm 2008, nơi chương trình được ghi hình trở lại sau sự kiện WGA Strike năm 2007.
- Tập vào ngày 1 tháng 10 năm 2009, ông tiết lộ việc mình bị tống tiền.
- Tập ngày 29 tháng 10 năm 2012, chương trình được quay mà không có khán giả trong lúc đang diễn ra cơn bão Sandy, khiến các nhân viên của chương trình phải đưa khán giả về nhà một cách an toàn.[34]
- Tập ngày 3 tháng 4 năm 2014, Letterman thông báo về việc nghỉ hưu từ The Late Show.
- Tập ngày 18 tháng 8 năm 2014, khi ông tưởng nhớ đến cố diễn viên hài Robin Williams, người mà ông biết đến từ lúc còn ở The Comedy Store, Los Angeles. Chương trình còn biên tập một đoạn clip gồm nhiều cảnh Williams xuất hiện trong The Late Show, và một cảnh từ Mork & Mindy mà Letterman góp mặt là diễn viên khách mời.[35]
- Tập cuối cùng vào ngày 20 tháng 5 năm 2015 với 13.7 triệu người xem, được giới thiệu bằng đoạn phim lưu trữ của Tổng thống Mỹ Gerald Ford, George H. W. Bush, Bill Clinton, George W. Bush và Barack Obama. 10 nhân vật nổi tiếng tham gia chương trình nằm trong danh sách "Những điều tôi muốn nói với Dave" bao gồm Alec Baldwin, Barbara Walters, Steve Martin, Jerry Seinfeld, Jim Carrey, Chris Rock, Julia Louis-Dreyfus, Peyton Manning, Tina Fey và Bill Murray. Letterman gởi lời cảm ơn đến vợ Regina và con trai Harry, mẹ của ông, khán giả, đội ngũ làm chương trình, Paul Shaffer và ban nhạc cùng lời chúc may mắn đến người kế nhiệm Stephen Colbert. Chương trình có gợi lại những điểm nổi bật từ The David Letterman Show, Late Night with David Letterman và Late Show; một màn trình diễn bài hát yêu thích của Letterman "Everlong" từ Foo Fighters và kết thúc bằng hình ảnh con trai Harry của ông đang trượt tuyết.[36][37][38]

## Tiếp nhận

### Tỉ lệ người xem
Tập có tỉ lệ người xem cao nhất phát sóng vào ngày 23 tháng 2 năm 1994, phát ngay sau Thế vận hội Mùa đông 1994 với 15 triệu người xem. Tập có tỉ lệ cao thứ hai phát 2 ngày sau đó với 11.1 triệu người xem. Cả hai đều phát sau cuộc thi đấu của bộ môn trượt băng nữ. Vào tháng 2 năm 2013, TV by the Numbers báo cáo Late Show thu về trung bình 3.1 triệu người xem mỗi tập. Một năm sau, con số này giảm xuống 2.8 triệu..
Vào năm 2009, chương trình thu về lợi nhuận quảng cáo 271 triệu đô-la Mỹ. Vào tháng 2 năm 2014, theo báo cáo từ tháng 1 đến tháng 10 năm 2013, Late Show thu về 179.6 triệu đô-la Mỹ tiền quảng cáo cho CBS, cao hơn 7 chương trình đêm khuya đối thủ khác của đài NBC, ABC, Comedy Central và E!. Late Show cũng có lượng người xem trung bình cao tuổi nhất, với 58.9 tuổi.
Tập cuối cùng của The Late Show with David Letterman vào ngày 20 tháng 5 năm 2015 thu về 13.76 triệu người xem, trở thành tập có tỉ lệ cao nhất kể từ tập sau Thế vận hội 1994 và có lượng tương tác cao nhất mạng truyền hình, đánh bật tất cả chương trình giờ vàng đêm đó.

### Giải thưởng
Late Show with David Letterman được đề cử cho Giải Emmy trong hạng mục "Loạt chương trình tạp kỹ, âm nhạc hay hài kịch nổi bật" trong suốt 16 mùa liền, từ mùa 1993-94 cho đến mùa 2008-09. Tính cả những đề cử cho chương trình Late Night của NBC, thì Letterman và những người thực hiện đã được đề cử 26 lần liên tiếp trong hạng mục này.
Late Show with David Letterman đã thắng 6 lần
- 1993–94 thắng giải "Loạt chương trình tạp kỹ, âm nhạc hay hài kịch nổi bật"
- 1997–98 thắng giải "Loạt chương trình tạp kỹ, âm nhạc hay hài kịch nổi bật"
- 1998–99 thắng giải "Loạt chương trình tạp kỹ, âm nhạc hay hài kịch nổi bật"
- 1999–00 thắng giải "Loạt chương trình tạp kỹ, âm nhạc hay hài kịch nổi bật"
- 2000–01 thắng giải "Loạt chương trình tạp kỹ, âm nhạc hay hài kịch nổi bật"
- 2001–02 thắng giải "Loạt chương trình tạp kỹ, âm nhạc hay hài kịch nổi bật"

Kể từ mùa giải Emmy lần thứ 62 vào năm 2010, chương trình không còn được đề cử nữa.